# والتر ریچارد
والتر ریچارد (انگلیسی: Walter Richard؛ زادهٔ ۱۳ اکتبر ۱۹۳۹) دوچرخه‌سوار اهل سوئیس است.